# Julodis zablodskii
Julodis zablodskii es una especie de escarabajo del género Julodis, familia Buprestidae. Fue descrita científicamente por Motschulsky en 1845.